# Ivo Mareš
Ivo Mareš (* 12. srpna 1972 Přerov) je český diakonický pracovník, vystudovaný protestantský teolog a bývalý českobratrský evangelický farář, působil rovněž jako technický novinář, překladatel a odborník na vztahy s veřejností.
V květnu 2022 oznámil záměr kandidovat v prezidentských volbách 2023, v listopadu 2022 však svou prezidentskou kampaň ukončil.

## Život
Narodil se v Přerově, ale velkou část dětství strávil v Mongolsku. Studoval na Gymnáziu Jana Nerudy v Praze, obor ložisková geologie. Vystudoval teologii v Praze na Univerzitě Karlově a v Ženevě na Université de Genève. Pracoval jako překladatel akčních filmů, redaktor časopisů o elektronice i protestantský farář; zastával také pozici ředitele britské komunikační firmy. Čtyři roky pracoval pro Diakonii Českobratrské církve evangelické, kde zastával funkci projektového manažera a mluvčího.
V roce 2010, u příležitosti 75. výročí vstupu JUDr. Milady Horákové do farního sboru Českobratrské církve evangelické na pražském Smíchově a současně uplynutí 60 let od její popravy v pankrácké věznici, se Ivu Marešovi, ještě jako farářovi smíchovského sboru, podařilo úspěšně iniciovat vznik pomníku Milady Horákové v Bieblově ulici na Praze 5 z rukou akademického sochaře Olbrama Zoubka.

## Osobní život
Ivo Mareš je rozvedený a má čtyři děti.

## Kandidatura na prezidenta ČR
Dne 3. května 2022 oznámil Mareš zájem ucházet se o funkci prezidenta ČR. Jako občanský kandidát bez podpory politické strany potřeboval pro svou kandidaturu nasbírat 50 tisíc podpisů občanů, do konce května jich nasbíral téměř 10 tisíc. Dle svých slov kampaň financoval z prostředků vlastních i rodinných.
Sám sebe řadil spíše k levé části politického spektra, „jakožto kandidát, kterému leží na srdci především sociální potřeby občanů.“
Jeho prioritou bylo zastavení propadu České republiky do chudoby a léčba „impotentního státu“, který není schopen pružně reagovat na vzniklé situace.
Dne 2. listopadu 2022 svou prezidentskou kampaň ukončil z důvodu nedostatku podpisů občanů.
| „           | Senioři se musí komplikovaně domáhat toho, aby dosáhli na příspěvek na bydlení. Samoživitelé musí stát fronty na potravinovou banku. Nechci žít v zemi, kde jsou rodiny, které nemohou koupit svým dětem ani dárek na Vánoce. | “ |
| — Ivo Mareš | |   |